# Nebel
Nebel är en 60 km lång biflod till Warnow i nordtyska förbundslandet Mecklenburg-Vorpommern. Ån genomflyter distrikten Mecklenburgische Seenplatte och Rostock.

## Sträckning
Nebels källa är sjön Malkwitzer See, belägen 15 kilometer norr om staden Malchow i distriktet Mecklenburgische Seenplatte. Från Malkwitzer See rinner ån västerut och mynnar i sjön Krakower See. Sjön genomflyts av Nebel i nordlig riktning. Därifrån rinner ån nordvästerut och genomflyter staden Güstrow, var den vänder sig mot väst. Vid staden Bützow mynnar ån ut i Warnow. 